# Chacao (métro de Caracas)
Pour les articles homonymes, voir Chacao.
Chacao est une station de la ligne 1 du métro de Caracas, inaugurée le 23 avril 1988 lors du deuxième prolongement de la ligne entre les stations Chacaíto et Los Dos Caminos.